# Церпицкий, Константин Викентьевич
Константин Викентьевич Церпицкий (Церпитский) (11 декабря 1849 — 14 ноября 1905) — русский военачальник, генерал-лейтенант (1900), участник кампаний 1873, 1875—1876, 1878 и 1880 в Туркестане, Китайского похода 1900—1901 и Русско-японской войны 1904—1905 гг. Отличился при подавлении Боксёрского восстания (1900—1901). Брат генерала Церпицкого В. В., погибшего при защите Порт-Артура.

## Биография
Происходил из потомственных дворян Гродненской губернии.
Окончил 2-ю Санкт-Петербургскую военную гимназию (1865) и 1-е Павловское военное училище (1867).
Участвовал в кампаниях в Туркестане в 1873, 1875—1876, 1878 и 1880 гг.
В 1875 г. — капитан 3-го Западно-Сибирского линейного батальона.
C 1875 г. — майор, с 1879 г. — подполковник, с 1882 г. — полковник.
В 1887—1892 гг. — командир 85-го пехотного Выборгского полка.
C 1892 г.  — командир 37-го Екатеринбургского пехотного полка.
С 6 декабря 1895 года — генерал-майор, с 31 октября 1900 года — генерал-лейтенант.
Участник китайского похода. После взятия в августе 1900 года Пекина европейскими союзными войсками генерал Церпицкий в составе войск генерала Штакельберга принимал участие в осаде крепости Бейтан во главе одной из двух штурмовых колонн. 7 сентября 1900 года отряд, возглавляемый Церпицким, занял ж.д. станцию Бейтан, что послужило началом общего штурма, завершившегося в тот же день овладением всеми фортами крепости.

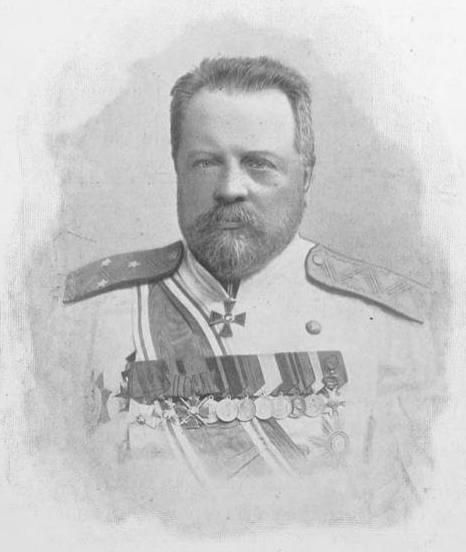
Генерал Церпицкий. Китай, Бэйтан, 1900 год.

11 сентября Церпицкий снова двинулся в поход, по направлению к Лутаю, с целью занять китайскую железную дорогу Тонку — Шанхайгуань — Инкоу. Заняв ж. д. станцию Таньшань, 14 сентября Церпицкий получил от коменданта крепости Шанхайгуань письмо, в котором тот соглашался на все условия сдачи крепости русским. 15 сентября отряд Церпицкого на двух поездах отправился занимать Шанхайгуань. 19 сентября 1900 года в ходе завершающих операций по уничтожению мелких отрядов генерал Церпицкий овладел Шанхайгуанем на границе с Маньчжурией.
26 октября 1900 года генерал-майор Церпицкий был назначен начальником Южно-Маньчжурского отряда.
В конце лета — начале осени 1901 года русскими войсками в Северной Маньчжурии были организованы и проведены операции по пленению последних остававшихся на свободе руководителей движения хунхузов. Общее руководство этими операциями ещё в мае было возложено на командира 2-го Сибирского корпуса генерал-лейтенанта А. В. Каульбарса с подчинением ему на время военных действий генерал-лейтенанта Церпицкого с войсками Южно-Маньчжурского отряда.
Ещё до указанных операций против главарей китайского повстанческого движения генералом Церпицким были проведены несколько частных операций против хунхузов в Южной Маньчжурии. Итогом этих действий явилось пленение китайского генерала Шеу и сдача в плен ещё одного предводителя хунхузов Фуланго.
В августе 1901 года генерал-лейтенант Церпицкий сдал командование Южно-Маньчжурским отрядом генерал-майору Флейшеру, командовавшему им в начале кампании, при наступлении на Хайчен.
С 20 февраля 1902 по 11 декабря 1903 — командир 13-й пехотной дивизии.
В 1904 — командир 1-го Туркестанского армейского корпуса (c 11 декабря 1903 по 14 ноября 1904).
С ноября 1904 по сентябрь 1905 — командир 10-го армейского корпуса, принявшего участие в боях под Ляояном и Мукденом во время русско-японской войны.
В ходе сражения под Мукденом, 23 февраля 1905 года, на общем фоне ситуации, близкой к критической, отряды генералов Церпицкого и Гернгросса нанесли под Тзенитунем (Тхенитунем) контрудар по частям 3-й японской армии и временно остановили продвижение противника.

…Ещё позднее приезжает офицер от генерала Церпицкого и рассказывает об атаке какой-то деревни, название которой не помню. Командир корпуса, генерал Церпицкий, лично повёл в атаку Бузулукский полк. Без выстрела подошёл он к укрепленной неприятельской позиции. Вмиг японцы были вышиблены из окопов и отброшены.— 
Умер в Каннах от ран, полученных под Мукденом. Похоронен на кладбище Гран-Жас.

## Награды
Российские:
- Орден Святого Георгия 4-й степени (29 декабря 1876) «В воздаяние за отличие, оказанное в бою против Коканцев, при осаде Наманганской цитадели, 24 Октября 1875 года, где, вызвавшись в охотники, с порученной ему командой, взял до 9-ти неприятельских завалов»
- Орден Святого Станислава 2-й степени с мечами (1876)
- Орден Святой Анны 2-й степени (15 мая 1883)
- Орден Святого Владимира 3-й степени (1888)
- Орден Святого Станислава 1-й степени (1898)
- Золотое оружие с надписью "За храбрость" (1901)
- Орден Святой Анны 1-й степени с мечами (1901)
- Орден Святого Владимира 2-й степени с мечами (1904)
- Орден Белого орла с мечами (23 августа 1905)
- Орден Святого Георгия 3-й степени (13 октября 1905) «За отличие в делах против японцев»

Иностранные:
- Орден Двойного Дракона (23 апреля 1902) «За вклад в восстановление спокойствия в Маньчжурии после разгрома Боксёрского восстания 1898—1901 годов»